# دهستان دونچوخا
دهستان دونچوخا (به لاتین: Duenchukha Gewog) یک دهستان در کشور بوتان است که در ناحیهٔ سامتس واقع شده‌است.